# Erupción de El Hierro de 2011

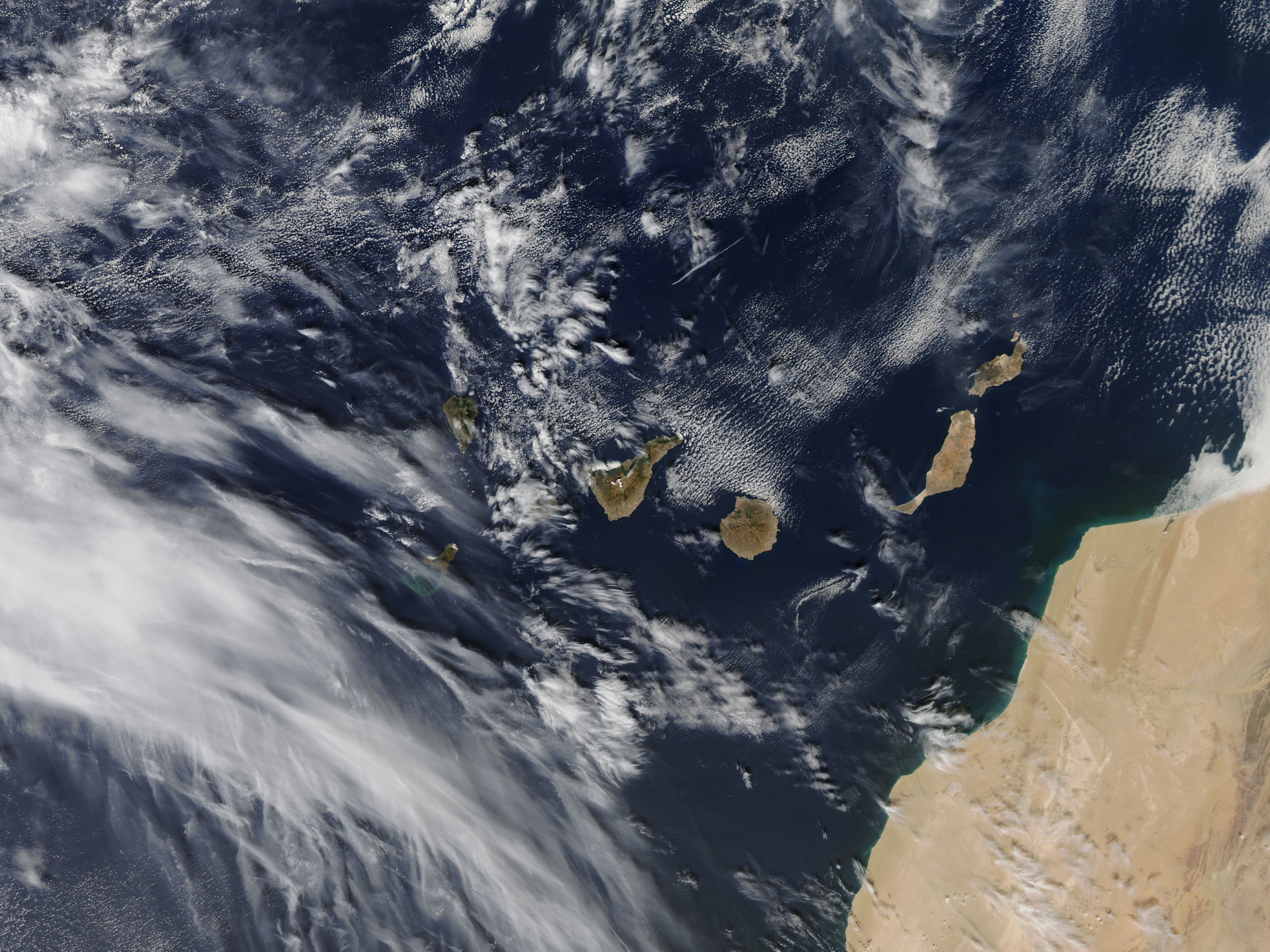
Vista por satélite el 15 de octubre de 2011, que muestra las islas Canarias y la costa de África. El Hierro es la isla más occidental del archipiélago.

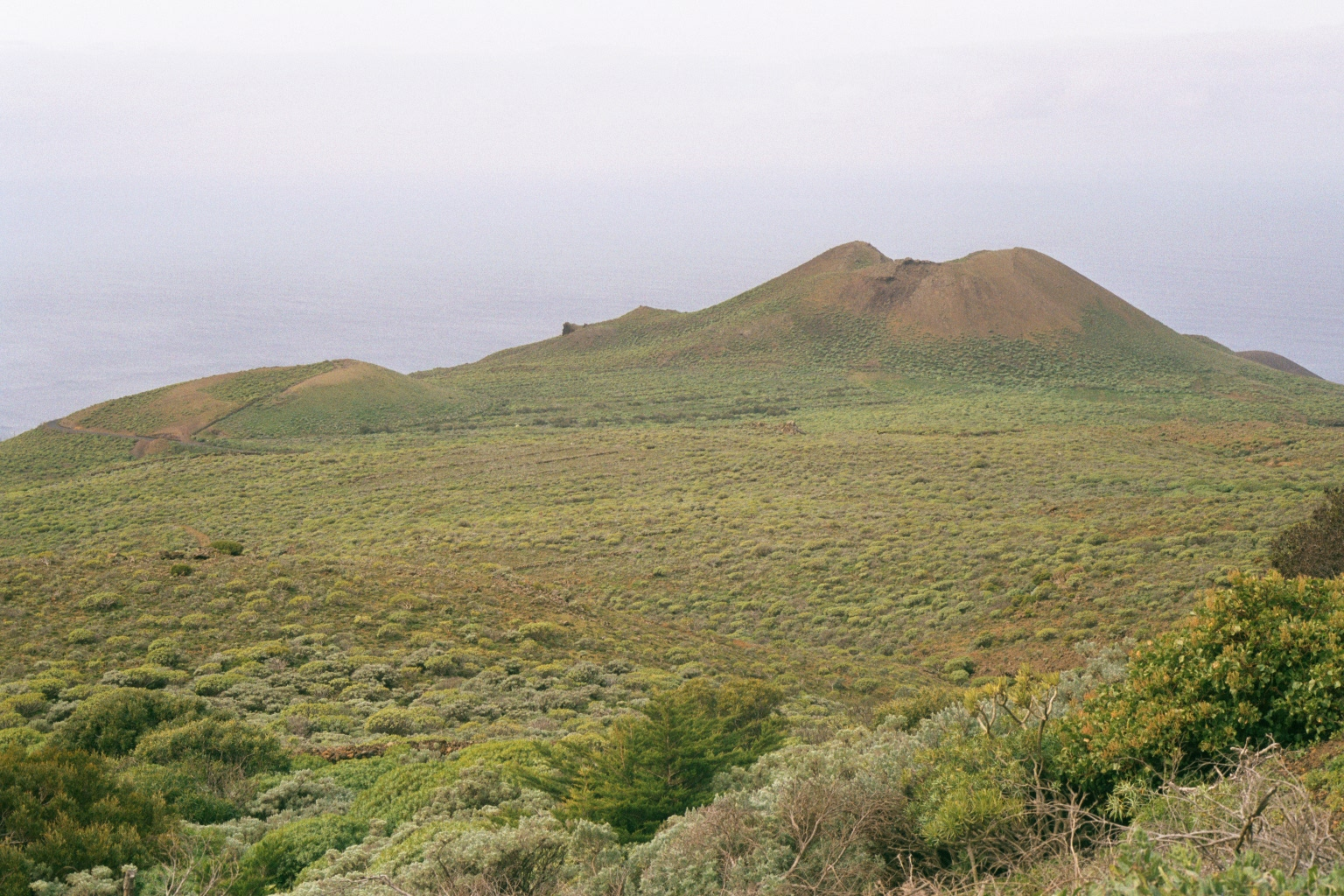
Un antiguo volcán del oeste de El Hierro.

La erupción volcánica de El Hierro de octubre de 2011 se refiere a la erupción volcánica submarina iniciada el 10 de octubre de 2011, en la isla de El Hierro, en el archipiélago canario, en España. Inicialmente se le asignó el nombre de 1803-02. Previamente se sintieron numerosos temblores en la isla desde junio de 2011 hasta la salida de la lava en el fondo marino del sur de la isla, en octubre. La Restinga, que es la población más cercana, fue evacuada varias veces. En febrero de 2012 el volcán submarino estaba disminuyendo su actividad, y el 5 de marzo de 2012, tras 148 días de erupción se anunció el fin de la erupción, lo que la convirtió en la segunda más duradera de las registradas en Canarias (tan solo superada por la erupción de Timanfaya de 1730).
Tras cinco meses de erupción se formó un edificio volcánico submarino a 400 metros de profundidad, cuya cima principal quedó a 89 metros con respecto a la superficie del mar, alcanzando una altura de 312 metros. En mayo de 2016 fue oficialmente bautizado como volcán Tagoro.

## Geología de El Hierro
El origen de El Hierro está asociado a su actividad volcánica. La isla se formó como consecuencia de un abombamiento del manto, que condujo finalmente a la rotura de la corteza, por donde surgió el magma. El proceso iniciado hace 100 millones de años no ha finalizado aún, y el pico de Malpaso, el más elevado de El Hierro con 1500 metros de altura, sigue creciendo a día de hoy a base de erupciones volcánicas. Frente al crecimiento por superposición volcánica, la isla pierde material por los grandes deslizamientos gravitacionales, de los cuales dos son visibles perfectamente hoy en día: El de El Golfo, que dio lugar al valle del mismo nombre, en la fachada noroccidental; y el de las Playas, que también procede del topónimo local, en la oriental. Las formaciones más conocidas, son las columnatas basálticas que antaño fueron coladas de lava, calderas o cuellos volcánicos con magma líquido, formadas posteriormente al enfriarse, y que se encuentran ahora por toda la isla, visibles en los acantilados del extremo norte, y las lavas cordadas, también de material basáltico, cuyas superficies forman paisajes sorprendentes, en la zona sur, en los alrededores de La Restinga.

## Desarrollo cronológico

### Sismicidad instrumental (17 de julio de 2011-20 de septiembre)
Desde el mediodía del 17 de julio de 2011 se empezó a notar en la red de vigilancia sísmica del Instituto Geográfico Nacional, un incremento significativo de la actividad sísmica de baja magnitud, localizada en la zona costera de Sabinosa del municipio de Frontera. Los seísmos tuvieron una magnitud inferior a 3,0, en la escala de magnitud de momento, y no fueron sentidos por la población. El 22 de julio se reunió por primera vez el Comité de Seguimiento y Vigilancia Volcánica previsto en el Plan Específico de Protección Civil y Atención de Emergencias por Riesgo Volcánico (PEVOLCA) de las Islas Canarias el cual se encentraba formado inicialmente por representantes del Gobierno de Canarias, el Instituto Geográfico Nacional, y el Consejo Superior de Investigaciones Científicas, a los que se incorporaron representantes del Cabildo de El Hierro, Agencia Estatal de Meteorología, Cabildo de Tenerife y el Instituto Vulcanológico de Canarias. Este decidió que no ere necesario tomar ninguna medida especial con la población.
La situación permaneció así durante la segunda mitad del mes de julio, el mes de agosto, y los primeros días de septiembre, con sismos de baja magnitud, alguno de los cuales fue sentido por algunas personas. Ante la duración de esta etapa de sismicidad instrumental, y la inquietud que surge en algunas personas, que veían con preocupación la prolongación de una situación que pese al tiempo transcurrido se siguía calificando "de normalidad", el Comité de Seguimiento y Vigilancia Volcánica, decidió el 2 de septiembre, activar el estado de prealerta y comenzar acciones de comunicación a la población, mediante reuniones públicas y reparto de trípticos con información sobre el fenómeno e instrucciones en caso de que la situación se agravara.

### Sismicidad sentida por la población (20 de septiembre-27 de septiembre)
A partir del día 20 de septiembre se apreció un ligero aumento de la sismicidad y las deformaciones del terreno, lo que hizo que el 23 de septiembre el Gobierno de Canarias elevara el nivel de alerta, que se representa con un semáforo, de verde a amarillo. Ese incremento de la sismicidad se manifestó llamativamente los días 24 a las 22:24 horas, y el 25 a las 21:24 horas, con sendos sismos de magnitud 3,4, en la zona de El Julan el primero y en El Golfo el segundo. Este último fue sentido ampliamente, por lo que se le asignó una intensidad de IV. Se localizó a una profundidad de 15 kilómetros, y fue seguido por un nuevo temblor a las 23:52 horas, con una magnitud de 3,2. Al tiempo que se apreciaba el aumento de la sismicidad, los focos de los sismos se iban desplazando desde el norte, en el mar, en la zona de El Golfo, hacia el Sur, cruzando la Isla, hasta el llamado mar de las Calmas, al sur de la Isla, siguiendo una línea Norte-Sur, ligeramente Nornoroeste-Sursuroeste, y quedando la mayoría a menos de 10 km de la costa.

### Movimientos del terreno y desplazamiento de la población (27 de septiembre-10 de octubre)
El día 27 de septiembre, entre la medianoche y las 16 horas, se registraron cerca de cien sismos, de los cuales 6 fueron sentidos por la población, con intensidades de II y III. El mayor de estos movimientos sísmicos se detectó a las 15:38 horas, con una magnitud de 3,6, localizado en el mar, a 11 kilómetros de profundidad, al sur del municipio de Frontera.
La caída de algunas piedras y la posibilidad del incremento de la intensidad y frecuencia sísmica, hizo que las autoridades, ante el riesgo de desprendimientos, decidieran la evacuación de las personas que pudieran ser afectadas. Por la noche se procedió a evacuar a 53 vecinos (el Cabildo había previsto inicialmente unos 300) de El Lunchón, Pie Risco, Los Corchos, parte de Las Puntas y Guinea en el municipio de Frontera. También se procedió por la misma razón, a cerrar el túnel de Los Roquillos, que comunica por carretera los dos municipios más poblados, Valverde y Frontera, y a suspender las clases en los colegios de Frontera, por si hubieran desprendimientos en las carreteras de acceso.
El 28 de septiembre, efectivos de la Unidad Militar de Emergencias emplazada en Canarias, se desplazaron desde el puerto de Santa Cruz de Tenerife hasta El Hierro para colaborar en las tareas de evacuación, en respuesta a la solicitud del Gobierno de Canarias al Ministerio de Defensa. En concreto la UME desplazó 31 militares, cuatro autobuses, y seis camiones, hasta el cuartel Anatolio Fuentes, situado en La Caleta.
El mismo día 28 se reanudaron las clases suspendidas, y se autorizó el regreso a sus casas de los vecinos de Los Corchos, El Lunchón y calle Carrera, continuando desplazados el resto, así como siguió cerrado el túnel de Los Roquillos, por el riesgo de desprendimientos en su boca sur.
Durante la semana del 22 al 28 de septiembre, se registraron 1084 sismos, de los cuales 31 fueron sentidos por la población, llegando a la intensidad 4. De estos 31 sentidos, 18 lo fueron el día 27.
A partir del día 28, el número de terremotos sentidos disminuyó, con un máximo de 15 el día 3 de octubre, hasta que el día 9 de octubre a las 22:34 horas se registró uno de 4,4 (inicialmente se midió como de 4,3, luego el IGN lo elevó a 4,4) situado en 18º 00' 45 27º 37' 43, a unos 3,5 km al suroeste de La Restinga, en el suroeste de la isla, el de mayor intensidad que se había registrado hasta entonces.

### Erupción submarina

#### Primera fase (10 de octubre-19 de octubre)

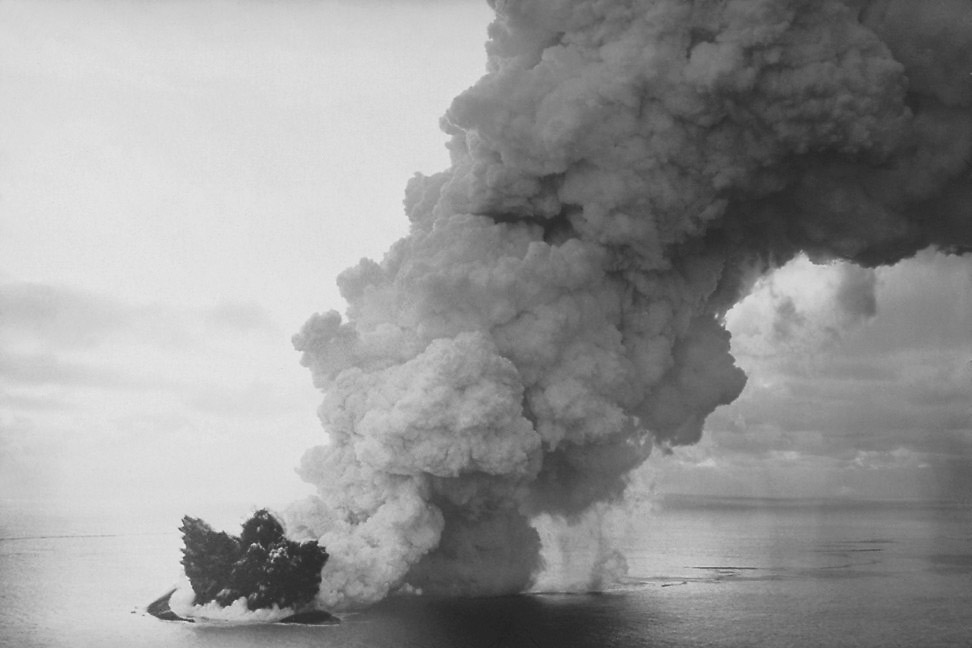
Erupción submarina en Surtsey, Islandia. Un aspecto similar se esperaba en la erupción de El Hierro, pero las previsiones no se cumplieron.

El 10 de octubre de 2011, a las 5:15 horas, los aparatos de medida del Instituto Geográfico Nacional revelaron el tremor producido por el flujo de magma en algún punto mar adentro a 5 kilómetros de la costa y a 900 metros de profundidad.
A pesar de la falta de datos directos en los primeros momentos, que no permitió saber si lo que había salido era el magma o solo emisiones gaseosas, y de las dudas expresadas por algunos expertos, se consideró que se trataba de la primera erupción volcánica producida en España desde el año 1971, cuando el volcán Teneguía, en la isla de La Palma, también en Canarias, entró en erupción.
El mismo día 10, la dirección Plan Específico de Protección Civil y Atención de Emergencias por Riesgo Volcánico (PEVOLCA) confirmó el inicio del proceso eruptivo, informó de la aparición de peces muertos, y mantuvo la situación de semáforo amarillo, al considerar que "la erupción se desarrolla sin riesgo para la población". Además recomendó a los ciudadanos de esta Isla que "realicen sus tareas habituales con normalidad" y añadió "que no existe impedimento para el desarrollo de la pesca o cualquier actividad subacuática, dado que el fenómeno volcánico se sitúa a gran profundidad". Un día después, el 11 de octubre a las 14:00 horas, el Comité de Dirección del Plan Específico de Protección Civil y Atención de Emergencias por Riesgo Volcánico (PEVOLCA) decidió elevar el semáforo de riesgo volcánico a color rojo para la zona concreta de La Restinga, lo que dio lugar al desalojo de los habitantes de dicho núcleo costero, donde residen 547 personas, que fueron concentradas en el campo de fútbol, para ser trasladados posteriormente a otros lugares de la isla, principalmente El Pinar y Valverde, así como limitaciones en las actividades marinas y aéreas.
Ese mismo día 11, se observaron dos manchas verdosas debidas a emanaciones sulfúreas, lo cual se atribuyó a que la erupción tenía al menos dos focos, uno a dos millas náuticas (3,7 kilómetros) y 750 metros de profundidad, y otro a 1,5 millas (2,8 kilómetros) y 500 metros bajo el mar, ambos al suroeste de La Restinga.
El 15 de octubre, desde un helicóptero, científicos del Instituto Geográfico Nacional y del Consejo Superior de Investigaciones Científicas detectaron en la superficie del mar, a unos 2,4 km de la costa, numerosos fragmentos de lava humeante en suspensión, en un perímetro de, aproximadamente, 100 metros, rodeados de hileras de burbujas gaseosas. Asimismo, observaron un cambio en la coloración de la cabecera de la mancha, más oscura y con aspecto turbulento, circunstancias que achacaron a una erupción submarina de tipo fisural en aguas someras a menos de 150 metros de profundidad, correspondiente a la primera fase de una erupción surtseyana.
Este hecho elevó el nivel de alerta ante el temor de que en este tipo de erupciones, surtseyana, (bautizada así por la erupción en Surtsey, Islandia, en 1963), el agua vaporizada y trozos de lava pueden ser proyectados a gran distancia. La situación de emergencia en semáforo rojo, nivel 1, llevó a ampliar el perímetro de seguridad alrededor de La Restinga, cerrar el acceso al pueblo, permitido hasta entonces bajo vigilancia de los servicios de seguridad para tareas indispensables, y prohibir la navegación marítima y aérea, por lo que el único barco de investigación presente, el "Profesor Ignacio Lozano" desplazado un día antes a la zona afectada, tuvo que regresar a puerto.
El domingo 16 de octubre, coincidiendo con una visita del presidente del gobierno de Canarias a El Hierro, se decide suavizar las medidas de seguridad, si bien se aplaza su puesta en marcha 24 h, hasta mediodía del lunes. Teniendo en cuenta que se iban a instalar hidrófonos marinos, se estimó que se dispondría de un tiempo superior a 6 h para evacuar al personal, por lo que se anunció que los vecinos de La Restinga podrían volver a sus casas al día siguiente. Igualmente, la colocación de redes de contención de desprendimientos se consideró que permitiría la apertura del túnel de Los Roquillos. 
Sin embargo, la evolución del proceso eruptivo en la tarde del día 16 y todo el día 17 obligó a suspender las decisiones previstas sobre el regreso de los vecinos a La Restinga, y la apertura del túnel. El malestar creado entre los vecinos por estas últimas decisiones hizo que el PEVOLCA decidiera el 18 de octubre permitir el acceso de forma controlada y no permanente a los vecinos y el tránsito de vehículos pesados y de mercancías peligrosas de forma controlada en horas diurnas por el túnel de Los Roquillos. El mismo día 18 el presidente del Gobierno de Canarias anunció que el gobierno se haría cargo de los alquileres de los vecinos de La Restinga que no quieran regresar a sus casas.
El 19 de octubre los científicos del Instituto Geográfico Nacional (IGN) y de Consejo Superior de Investigaciones Científicas (CSIC) anunciaron que el nivel de sismicidad y la señal de tremor habían bajado, y las deformaciones, en algunas casos, habían remitido, lo que parecía indicar que "la primera fase de la erupción iba perdiendo fuerza". La mancha que inicialmente tenía forma alargada, por efecto de las corrientes marinas, adoptó un aspecto de mosaico, con varios tonos verdosos, desplazándose hacia el norte y el oeste, con tendencia a rodear la Isla.
Esta pérdida de fuerza de la fase eruptiva, permitió, sin reducir el nivel de alerta, que el día 20 se anunciara que los vecinos de la Restinga podrían volver a sus casas a partir del día siguiente, día 21 de octubre; igualmente se reabría el túnel de los Roquillos a todos los vehículos, de 8:00 a 20:00 h.
Coincidiendo con esta fase eruptiva más tranquila, partir del día 20 de octubre se nota un ligero aumento de la sismicidad, que se acrecienta con los días. Si entre el 12 y el 19 de octubre, el IGN registraba una media de 15 sismos diarios, la mayoría no sentidos, a partir del día el número sube progresivamente; el día 20 se registran 15, el 21, son 26; y así sucesivamente: el 22, 53; el 23, 62; el 24, 43; el 25, 42; el 26, 48; el 27, 54; el 28, 63; el 29, 60 y el 30, 90 seísmos; hasta llegar al máximo relativo de 153, el día 31 de octubre. Ese día 31, a las 22:06, un sismo de 3,9 mb, fue catalogado como de intensidad IV por ser sentido en muchas partes de la Isla.
Este aumento de la sismicidad, coincidente con una fase tranquila del proceso eruptivo, fue interpretado por algunos científicos como un proceso de recarga de la cámara magmática próxima a superficie, presagiando una posible nueva fase eruptiva. Por el contrario otros rechazaron la idea de la erupción al no existir otros signos precursores como el abombamiento superficial, considerando que se trataba de un "asentamiento tectónico".[cita requerida]

#### Segunda fase (desde el 31 de octubre)

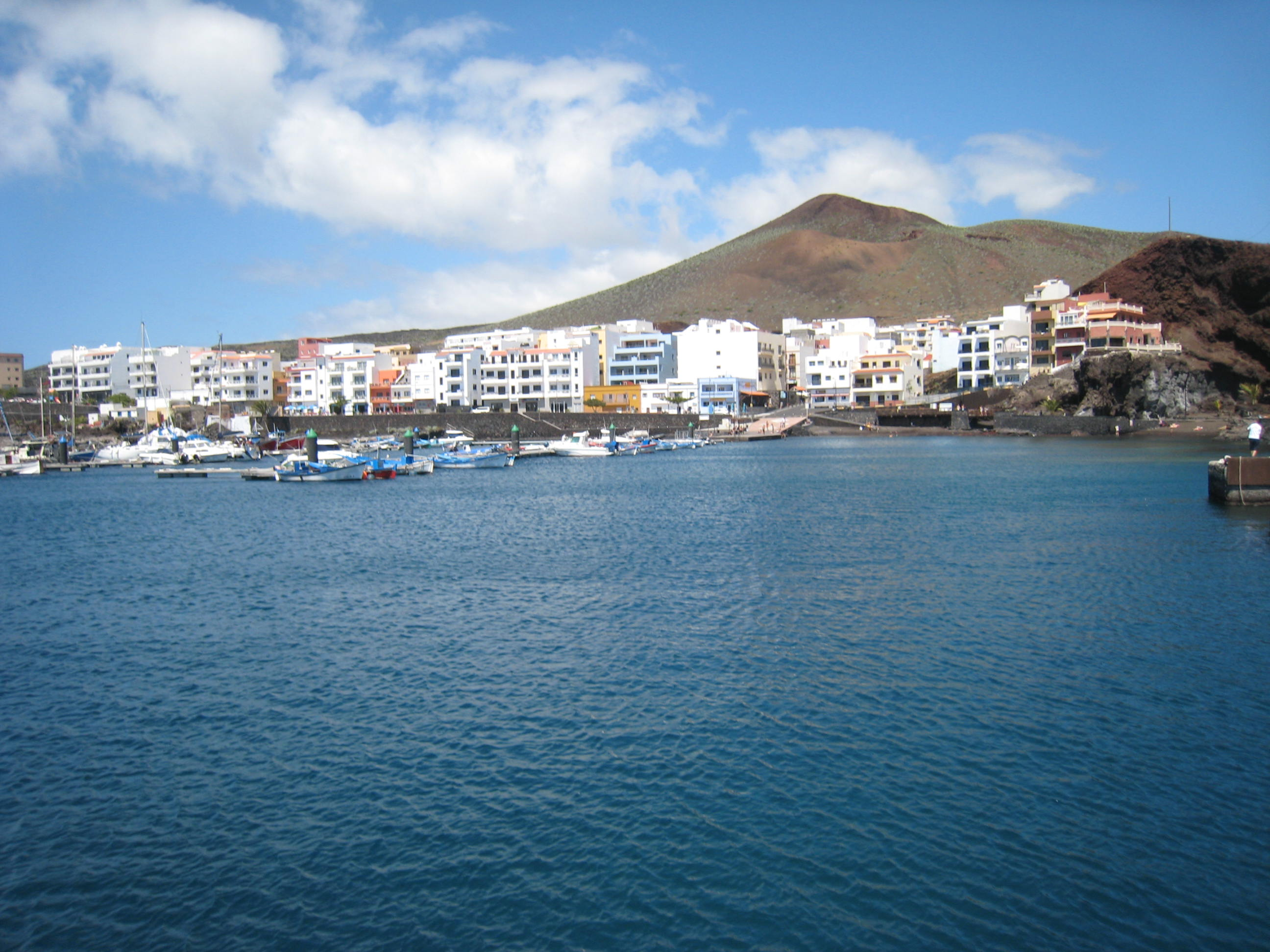
La Restinga, el único pueblo que tuvo que ser evacuado temporalmente a causa de la erupción submarina.

El 31 de octubre el volcán retomó su actividad, encontrándose piroclastos ardientes en la superficie, siendo de mayor tamaño que los del día 15 de octubre, lo que provocó un oscurecimiento de la mancha que ocupa la superficie del mar frente a La Restinga.
Después del máximo en el número de sismos registrados del día 31 de octubre y hasta el día 2 de noviembre la isla sufrió más de 300 temblores de tierra. La mayoría de estos movimientos se alinearon en la dirección Nornoroeste a Sursuroeste en la zona de El Golfo, desde el mar a unos 12 km de la costa, hasta el centro de la isla. Varios de ellos fueron notados por la población, siendo el de mayor magnitud, 4,4 mb, el que sucedió el día 2 a las 7:54. Estos fenómenos sísmicos fueron interpretados por los científicos del PEVOLCA como correspondientes al escenario de la erupción submarina de La Restinga iniciada el 10 de octubre.
El 3 de noviembre, se reduce el número de seísmos registrados aunque no su magnitud, y sube la amplitud del tremor. El día 3 de noviembre aparece una mancha más obscura frente a la costa de La Restinga, con burbujeo, apreciándose la alineación de los focos de emisión de la erupción submarina.
El 5 de noviembre se evacuó por segunda vez el pueblo de La Restinga, ante la intensificación de la erupción evidenciada por un aumento del burbujeo, que según los testigos produjo una burbuja que se elevó hasta una altura similar a un edificio de dos plantas. Previamente la dirección del Pevolca había tomado otras medidas, como el cierre del túnel de los Roquillos ante el aumento de la actividad sísmica registrada en Frontera, que ha incrementado el riesgo de desprendimientos en algunas zonas de El Golfo.

#### Erupción submarina en 2012
El cono volcánico fue cartografiado desde el nuevo buque Ramón Margalef, del Instituto Español de Oceanografía; siendo la primera vez que se realizaba en un volcán en erupción.
A finales de febrero se constató una marcada disminución de la sismicidad, deformación y presencia de gases asociados, detectándose únicamente un proceso de desgasificación en la zona de emisión.
En marzo de 2012, en la isla sigue registrándose una ligera actividad sísmica, aunque con intensidades no superiores a 2,1 grados en la escala de Richter, según datos del Instituto Geográfico Nacional (IGN).
El 5 de marzo de 2012, el Comité Científico del Plan de Protección Civil por Riesgo Volcánico confirmó que la erupción submarina ha concluido. Y el cráter del volcán apagado está a 88 metros de profundidad, en el Mar de las Calmas, cerca del puerto de La Restinga.

## Nombre del volcán
En 2016, el volcán submarino de El Hierro fue bautizado oficialmente como «Tagoro», variante de la palabra guanche tagoror, que significa recinto circular de piedras o lugar de reunión, y que fue propuesta por el Instituto Español de Oceanografía al Hidrográfico de la Marina, encargado de este tipo de denominaciones.

## Las restingolitas

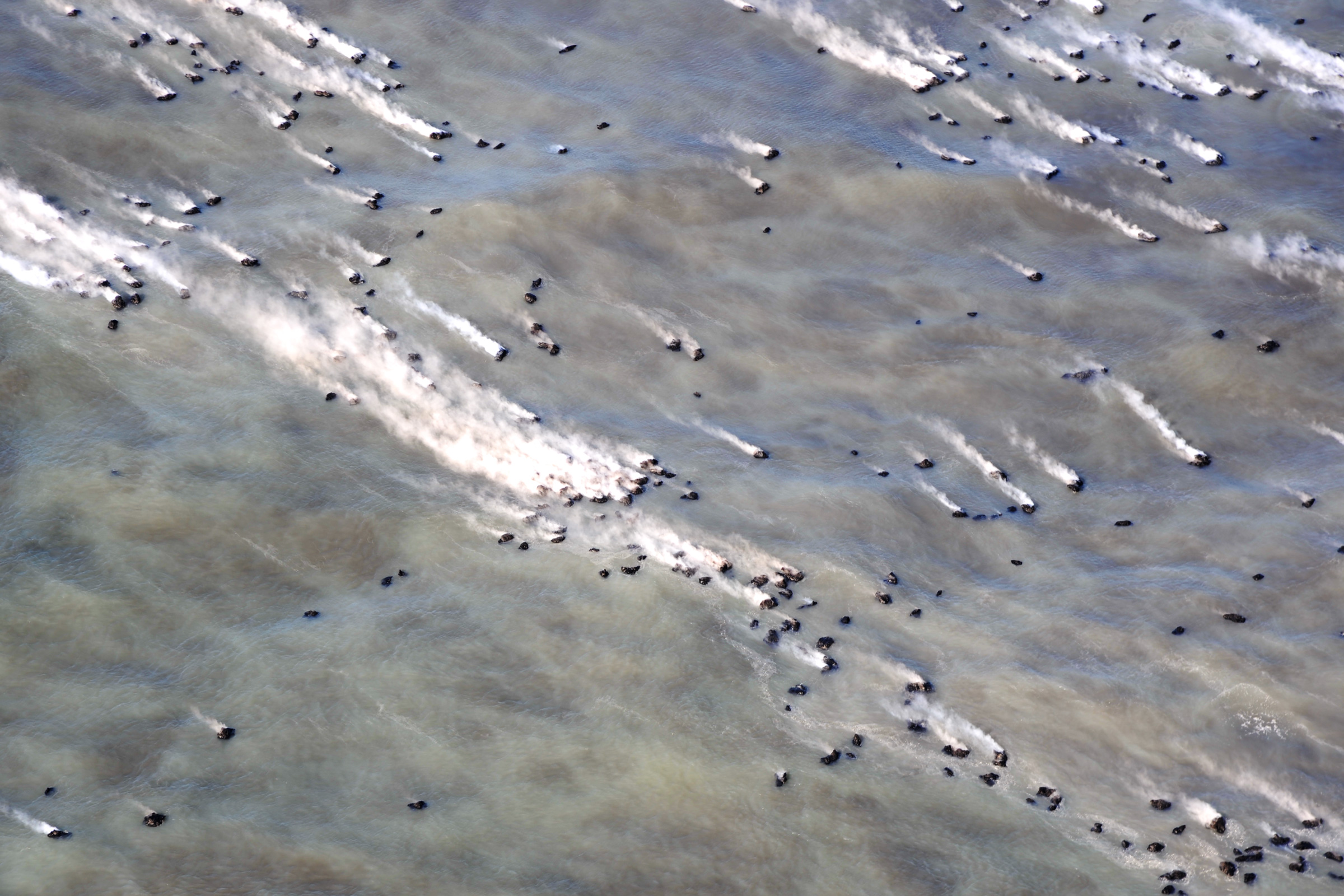
Las restingolitas o globos de lava durante la erupción.

El 15 de octubre aparecieron flotando en el mar bombas y escorias volcánicas de 10-40 cm de diámetro que tenían una doble coloración, oscura (negro o marrón) en su superficie y clara (blanco) en su interior. También su textura y composición eran diferentes, con un interior poroso y rico en uranio que tenía una composición traquítico-riolítico (material ácido) y una costra densa de composición basáltica. A estas extrañas bombas volcánicas se las denominó restingolitas, en honor al cercano pueblo de La Restinga, y son objeto de un constante y enriquecedor debate sobre su complejo y contradictorio origen.[cita requerida]